# RDF-LT
RDF-LT (англ. Rapid Deployment Force Light Tank — легкий танк для сил швидкого розгортання) — дослідний легкий танк, створений американською компанією AAI на базі танка HSTV-L для сил швидкого розгортання.
Став новою концепцією у розробці легкого танку. Високі швидкості стеження повністю стабілізованої системи наведення гармати забезпечують ефективний протиповітряний захист при кутах піднесення до 40°. Легкий танк сил швидкого розгортання фактично поєднував можливості двох машин: забезпечував боротьбу з танками і повітряними цілями. Маючи вагу 14,8 т, танк міг транспортуватися повітрям і морем у великій кількості. Міг легко долати мости малої вантажопідйомності, вузькі тунелі та міські вулиці.

## Історія створення
У жовтні 1980 р. корпорація представила зразок легкого танка RDF-LT вагою до 13,5 т, озброєного 75-мм гарматою ARES, встановленою в середній частині машини за відділенням екіпажу. Заряджання гармати було автоматичним з механізованої боєукладки на 60 набоїв. Було передбачено застосування двох видів набоїв — бронебійних оперених підкаліберних (APFSDS) і багатоцільових. З гарматою спарений кулемет калібру 7,62-мм. Позаду гармати встановлено основний приціл, стабілізований у 2-х площинах. Також був ще й допоміжний приціл, встановлений у корпусі танка між водієм і командиром/навідником. На дослідному зразку танка була встановлена складна система керування вогнем.
У 1982 р. AAI заявила про створення іншого зразка танка. На тому ж шасі було встановлено нову литу башту на одну особу з броньового алюмінієвого сплаву з тією ж гарматою ARES. Командир, який розміщувався в ній, мав круговий огляд завдяки 6 перископам. Система керування вогнем подібна до тієї, що використовувалася на HSTV-L і давала змогу водночас вести пошук нових цілей і вести вогонь по раніше виявленій цілі. У тому ж році було заявлено про створення зразка легкого танка вагою 13,2 т. На те саме шасі була встановлена нова башта на двох осіб з 76,2-мм гарматою М32, яку використовували на легкому танку М41. Корпорація AAI для цієї гармати розробила новий оперений бронебійний підкаліберний снаряд, який лише трохи поступається 105-мм бронебійному снаряду М735. Система керування вогнем включала стабілізатор у 2-х вимірах, лазерний далекомір, тепловізор, цифровий балістичний обчислювач забезпечував високу ймовірність ураження цілі з місця та на ходу першим пострілом. У 1984 р. цей зразок пройшов успішні випробування у Венесуелі.

## Конструкція
Корпус машини зварний з броньового алюмінієвого сплаву зі стальними додатковими броньовими листами. Броньовий захист танка RDF-LT був на рівні захисту БМП M-2 Bradley. Моторно-трансмісійний блок на основі 6-циліндрового дизеля 6V-53T потужністю 257 кВт (350 к. с.) і гідромеханічної автоматичної трансмісії X-200 «Алісон» розміщено в кормовій частині й може легко висуватися для обслуговування і ремонту. Ходова частина має переднє розташування напрямних коліс із механізмами натягу гусениць, заднє розташування ведучих коліс, індивідуальну торсіонну підвіску з гідравлічними амортизаторами, по 5 двоскатних обгумованих опорних коліс та по одному підтримуючому котку на борт, гусениці — посилений варіант гусениць танка «Шерідан» або бронетранспортера М113. Максимальна швидкість становила 64 км/год. Ємність баків у 378 літрів забезпечувала дальність 500 км.
Танк RDF-LT можна було перевозити гелікоптерами. Стратегічних та тактичних переваг можна було досягнути шляхом швидкого переміщення для розгортання танків разом з екіпажем, паливом та боєприпасами. Транспортний літка С-5А міг перевозити 5 танків RDF-LT, С-141 — 2 машини, а С-130 — одну. Малий об'єм та мала маса робили RDF-LT ідеальним для транспортування морем.
Танк RDF-LT було створено, виходячи з досвіду користування технікою армії США: вдосконаленого БТР М-113, легкого танка М-551 і сучасного основного танка М-1. Перевагами танка RDF-LT були швидкість і вага, як у колісних машин, але він міг пройти там, де колісні машини цього зробити не могли. Питома потужність у 24 к. с./т давала змогу танку швидко міняти позицію, а завдяки низькому профілю він був доволі важкою ціллю.

## Озброєння
Танк RDF-LT було озброєно 75-мм автоматичною гарматою, яка мала здатність уражати будь-який танк у світі. Допоміжним озброєнням були два кулемети калібру 7,62-мм. Автоматичне заряджання забезпечувало вибір між бронебійно-підкаліберними (БПС) і багатоцільовими осколково-фугасними снарядами. Мала вага та слабий відкіт робили 75-мм гармату ідеальною для встановлення на легкій машині. Гармата мала кут підвищення до 40°, що давало змогу вести ефективну стрільбу по літаках і гелікоптерах, з використанням боєприпасів з неконтактним детонатором. Гармата вела стрільбу або одиночними пострілами, або чергами при швидкострільності 70 пострілів за хвилину. Довжина гармати ARES 5,661 м, вага 1144 кг, сила спротиву відкоту 136кН.
Компанія AAI розробила телескопічні постріли для вдосконаленої боєукладки танка RDF-LT; снаряди були сховані в оболонці бойового заряду гільзи. У танку можна було перевозити 60 пострілів калібру 75-мм, 2600 шт. 7,62-мм боєприпасів і 16 димових гранат для встановлення локальної димової завіси або захисту від спостереження у ІЧ-діапазон. Максимальна дальність стрільби основного 75-мм озброєння становила понад 9000 м. 75-мм гармата легкого танка RDF-LT була здатна знищити будь-який танк на дальності бойового використання.